# VI созыв Вологодской городской думы (2014—2019)
VI созыв депутатов Вологодской городской Думы избран на очередных выборах 14 сентября 2014 года. Во время работы созыва в 2016 году произошёл переход города на новую систему местного самоуправления, при которой главой муниципалитета стал председатель Думы, а администраций стал руководитель мэр (сити-менеджер).

## Выборы
За время работы предыдущего созыва Вологодская городская Дума сначала утвердила смешанную систему выборов, при которой половина депутатов должна была избираться по партийным спискам, а другая половина - по избирательным округам. Уже в год выборов был утверждён возврат к полностью мажоритарным выборам: 20 мая 2014 года Дума утвердила новую схему избирательных округов. Их границы существенно изменились границы по сравнению с предыдущими выборами.
Выборы нового созыва Вологодской городской Думы были назначены на внеочередной сессии 20 июня года.
Всего было выдвинуто 183 кандидата против 163 при выборах предыдущего созыва. В выборах не приняли участия 9 действующих депутатов. Со скандалом были зарегистрированы кандидаты от КПРФ - лишь после вмешательства вышестоящих избиркомов.
В ходе кампании с выборов через суд массово снимали кандидатов от «Яблока», «Гражданской платформы» и Аграрной партии. Кандидат от КПРФ Александр Протасов за месяц до выборов рассказал, что ему предлагали стать «кандидатом-киллером», то есть, принять участие в снятии с выборов своих конкурентов через суд. За несколько дней до голосования были сняты оппозиционный политик Евгений Доможиров и его жена Ольга.
В день выборов на 30 мандатов претендовали более 140 кандидатов от 11 политических партий. Борьба за депутатские кресла была самой конкурентной за последние годы.
По итогам голосования в состав Думы вошли 26 депутатов от партии «Единая Россия», два мандата получила ЛДПР, один – «Справедливая Россия». Ещё один мандат достался самовыдвиженцу. Состав городской Думы VI созыва обновился ровно наполовину по сравнению с предыдущим. Впервые в Думу было избрано сразу восемь женщин, средний возраст депутатов составил 42 года. В основном ими стали врачи, учителя, представители общественного самоуправления.

## Работа созыва

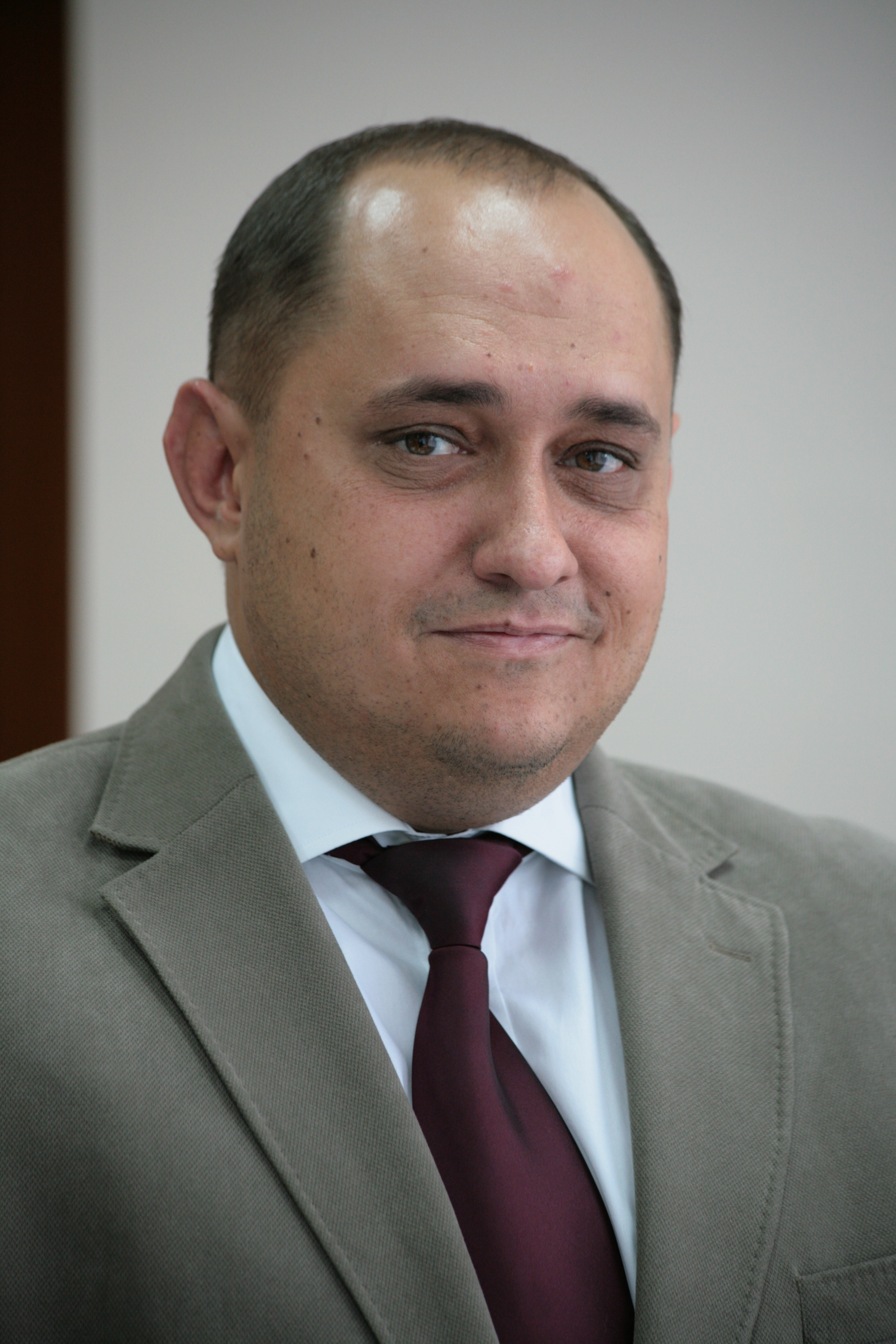
Председатель Юрий Сапожников

Первая установочная сессия городской Думы VI созыва состоялась 22 сентября 2014 года, на которой председателем был избран Юрий Сапожников.
30 октября заместителем председателя на неосвобождённой основе избран Владимир Корытин, а единственным, кроме председателя, депутатом на освобождённой основе стал Сергей Никулин.
В апреле 2015 года Вологодская городская Дума приняла новое положение о парках и скверах, в соответствии с которым, общая площадь зелёных насаждения города уменьшилась на одну седьмую. Официально было объяснено, что из их состава были исключены территории, не входящие в их состав по документам.
28 апреля 2015 года в здании, в котором находится Вологодская городская Дума, за долги отключали электричество.
В декабре 2015 года Дума приняла решение отказаться от публикации данных о поимённом голосовании. До этого данные информация публиковалась на официальном сайте Думы. При отказе от дальнейших публикаций было заявлено, что такой практики в других муниципальных представительных органах СЗФО нет.
В феврале 2016 года депутаты Вологодской городской Думы утвердили новый порядок формирования городского самоуправления, введя институт «сити-менеджера». 26 сентября 2016 года новая система вступила в силу после отставки всенародного избранного Главы города Евгения Шулепова в связи с его избранием в Государственную Думу. Председатель Вологодской городской Думы Юрий Сапожников в связи с этим сложил свои полномочия и тут же был избран депутатами Главой города. 2 ноября 2016 года мэром (руководителем администрации) Вологды стал заместитель полпреда президента в СЗФО Андрей Травников. После перехода на новую систему работа Думы стала намного интенсивнее в связи с перераспределением полномочий в пользу руководителя представительного органа: на площадке Думы стало больше проводиться рабочих групп, круглых столов.
В июне 2017 года Вологодская городская Дума сделала обязательными для городских застройщиков согласования с областным Комитетом по охране объектов культурного наследия. До этого соответствующие областные нормы фактически не работали, что создавало противоречия между интересами общественности, администрацией города и застройщиками.

## Изменения в депутатском корпусе
17 сентября 2015 года депутатские полномочия сложили Андрей Киселёв и Михаил Громов в связи с переходом на работу в Администрацию города.
18 сентября 2016 года на досрочных выборах вместо них были избраны Олег Ершов и Борис Подольный.
26 сентября 2016 года Ольга Ширикова перешла на работу в Законодательное собрание области, куда была избрана по спискам ЛДПР.
10 сентября 2017 года на досрочных выборах вместо Шириковой была избрана Наталья Малованина.
15 ноября 2018 годы были досрочно прекращены полномочия депутата Максима Зуева (с 10 декабря он приступил к обязанностям председателя территориальной избирательной комиссии Вологды).

## Список депутатов
- Округ № 1 — Сапожников, Юрий Владимирович - Председатель Думы, с 26 сентября 2016 года возглавляет Думу как Глава города Вологды.
- Округ № 2 — Киселёв, Андрей Николаевич - с 1 октября 2015 года сложил депутатские полномочия и перешёл на работу в Администрацию города Вологды. 18 сентября 2016 года депутатом по этому округу был избран Ершов, Олег Александрович.
- Округ № 3 — Новожилов, Владимир Валентинович
- Округ № 4 — Ноздрачёв, Михаил Валерьевич
- Округ № 5 — Маркевич, Юрий Николаевич - с 15 ноября 2018 года председатель комитета по местному значению и законности (на непостоянной основе)[32]
- Округ № 6 — Разина, Светлана Юрьевна - Председатель комитета по социальной политике
- Округ № 7 — Стельмашенко, Евгений Юрьевич
- Округ № 8 — Соколова, Татьяна Александровна
- Округ № 9 — Пономарёв, Олег Викторович
- Округ № 10 — Соколова, Ирина Викторовна
- Округ № 11 — Коновалов, Алексей Владимирович
- Округ № 12 — Климова, Алла Николаевна
- Округ № 13 — Катухин, Игорь Васильевич
- Округ № 14 — Васёв, Павел Андрианович
- Округ № 15 — Ярмолович, Ирина Юрьевна
- Округ № 16 — Тихомиров, Михаил Станиславович
- Округ № 17 — Корытин, Владимир Николаевич - заместитель председателя Думы (на непостоянной основе).
- Округ № 18 — Шепель, Константин Владимирович
- Округ № 19 — Абрамов, Евгений Владимирович
- Округ № 20 — Никулин, Сергей Геннадьевич - Председатель комитета по бюджету и налогам, заместитель Председателя думы (на постоянной основе).
- Округ № 21 — Мочалова, Надежда Васильевна
- Округ № 22 — Зуев, Максим Викторович - Председатель комитета по вопросам местного значения и законности (первоначально на непостоянной основе, с 26 сентября 2016 года - на постоянной основе[33]. Сложил депутатские полномочия 15 ноября 2018 года.
- Округ № 23 — Метелкин, Александр Юрьевич
- Округ № 24 — Петров, Максим Леонидович
- Округ № 25 — Земчихина, Елена Анатольевна
- Округ № 26 — Чуранов, Сергей Авенирович - Председатель комитета по городской инфраструктуре.
- Округ № 27 — Ширикова, Ольга Станиславовна - избрана 18 сентября 2016 года в Законодательное собрание Вологодской области по списку ЛДПР. 10 сентября 2017 года депутатом по этому округу была избрана Малованина, Наталья Леонидовна
- Округ № 28 — Громов, Михаил Сергеевич  - с 1 октября 2015 года сложил депутатские полномочия и перешёл на работу в Администрацию города Вологды. 18 сентября 2016 года депутатом по этому округу был избран Подольный, Борис Юльевич.
- Округ № 29 — Перов, Евгений Викторович - Председатель комитета по экономической политике и муниципальной собственности.
- Округ № 30 — Богатырев, Владимир Георгиевич